# جانفرانکو ترین
جانفرانکو تِـرین (ایتالیایی: Gianfranco Terrin؛ زادهٔ ۱۶ مهٔ ۱۹۸۵) بازیگر، و مجری تلویزیون اهل ایتالیا است. وی از سال ۱۹۹۵ میلادی تاکنون مشغول فعالیت بوده‌است.
از فیلم‌ها یا مجموعه‌های تلویزیونی که وی در آن‌ها نقش داشته‌است، می‌توان به جایی در آفتاب و تا شب زنده بمان اشاره نمود.